# مته سال‌سنج

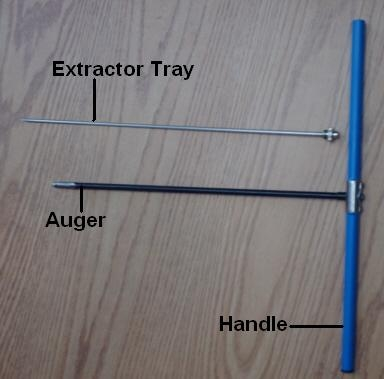
مته سال‌سنج

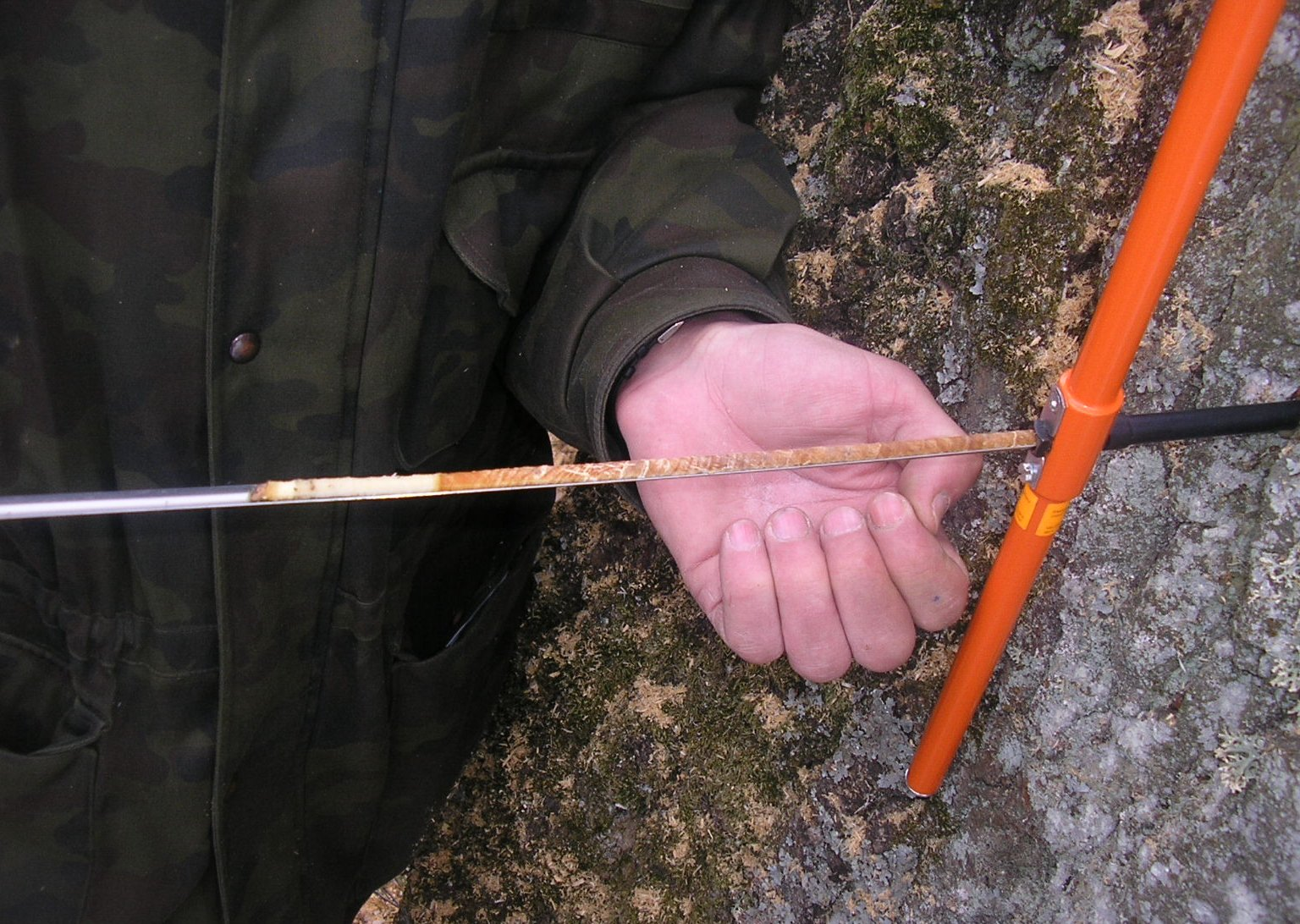
نمونه گرفته شده از درخت

مته سال‌سنج یا مته رویش‌سنج یا مته نمونه‌برداری از تنه درخت (increment borer)ابزاری مخصوص استخراج بخشی از بافت چوبی درخت زنده با کمترین آسیب، به منظور تعیین سن درخت است. این ابزار متشکل از یک دسته، یک مته کوچک، و یک سینی فلزی نیمه مدور (جهت استخراج مغز تنه درخت) می‌باشد که مته معمولاً از فولاد کاربید ساخته می‌شود.
روش کار با این مته بدین ترتیب است که ابتدا مته را از یک قسمت از تنه درخت که بیشترین قطر را داشته وارد کرده و تا مرکز درخت فرو می‌برند تا نمونه‌ای از آن تهیه کنند. سپس نمونه برداشته شده را از نظر حلقه‌های رشد سالانه مورد مطالعه قرار می‌دهند. طول مته باید حداقل هفتاد و پنج درصد کمتر از قطر درخت باشد. نمونه گرفته شده باید حاوی مغز درخت باشد تا به وسیله آن بتوان سن درخت را اندازه گرفت.از این روش همچنان به عنوان یکی از روش های اصلی برای تخمین سن درختان استفاده میشود.